# Бридзиньский, Войцех
Войцех Бридзиньский (пол. Wojciech Brydziński; 28 февраля 1877 — 4 мая 1966, Варшава, Польша) — польский актёр театра, кино и радио, режиссёр. Лауреат Государственной премии ПНР первой степени (1951).

## Биография
Дебютировал на театральной сцене в возрасте 17 лет. После нескольких лет выступлений, в 1899 году переехал из Станислава в Лодзь, где был принят в труппу  Polski Theatre. В 1906 году переехал в Варшаву и был принят в театр «Rozmaitości». В 1914 году режиссёр Арнольд Шифман предложил ему работу в новом «Польском театре», но после начала Первой мировой войны Бридзиньский был депортирован в Россию вместе с другими членами труппы, где в Москве был создан филиал «Польского театра». В 1922 году вернулся в Польшу.
В межвоенный период   Бридзиньский снимался во многих фильмах. После Второй мировой войны Войцех Бридзинський вернулся в коллектив «Польского театра» в Варшаве.
После ухода Шифмана с должности главного режиссёра, Бридзиньский перешёл работать на Польском радио. Когда Шифман вернулся на должность директора театра, актёр также вернулся в его театр, на сцене которого выступал до 1963 года.
В 1955—1957 годах был председателем Союза артистов польской сцены.
Умер 4 мая 1966 года в Варшаве и был похоронен на кладбище Старые Повонзки.

## Избранная фильмография
- 1911 — История греха / Dzieje Grzechu — Зигмунт Щербич
- 1912 — Жертва страсти / Ofiara namiętności
- 1912 — Кровавая доля / Krwawa dola
- 1913 — Месть из могилы / Zemsta spoza grobu
- 1913 — Грех / Grzech
- 1914 — Раба страстей, раба порока / Niewolnica zmysłów — Ян
- 1915 — Жена / Żona — фабрикант Лаврецкий
- 1917 — Карьера жандармского ротмистра Позёмкова  — ротмистр Позёмков
- 1919 — Женщина, которая видела смерть / Kobieta, która widziała śmierć
- 1925 — Ивонка / Iwonka — поэт Порай, отец Ивоны
- 1928 — Пан Тадеуш  / Pan Tadeusz — Адам Мицкевич
- 1929 — Магдалена / Magdalena — Ян Беруда
- 1937 — Знахарь / Znachor — отец Лешека
- 1937 — Улан князя Юзефа / Ułan Księcia Józefa — ветеран-инвалид
- 1937 — Пылающие сердца / Płomienne serca
- 1938 — За несодеянную вину / Za winy niepopełnione — отец Лещик
- 1939 — Гений сцены / Geniusz sceny

## Награды
- Командорский крест со звездой Ордена Возрождения Польши (1952)
- Офицерский крест Ордена Возрождения Польши (1934)
- Орден «Знамя Труда» I степени (1955)
- Золотой Крест Заслуги (дважды 1930 и 1946)
- Золотые Академические лавры (1937)
- Медаль «10-летие Народной Польши» (1955)
- Государственная премия ПНР первой степени (1951)
- Премия столичного города Варшава (1957)